# Veiligheidsregio Groningen
De veiligheidsregio Groningen valt geografisch samen met de provincie Groningen. Een veiligheidsregio is in Nederland een samenwerkingsverband van de hulpverleningsdiensten op basis van de Wet Gemeenschappelijke Regelingen en de Wet veiligheidsregio's, ten behoeve van fysieke veiligheid.

## Regioprofiel
- Inwoners: 586.420 (2021, CBS)
- Landoppervlakte: 2336 km²
- De regio bestaat goeddeels uit veengronden en heeft alleen bos van betekenis in het zuidoosten en in het noordwesten, nabij het  Lauwersmeer.
- De gemeente Het Hogeland bevat ook de zand-eilanden Rottumerplaat, Simonszand, Boschplaat, Rottumeroog en Zuiderduintjes.
- De stad Groningen vervult een centrumfunctie voor de drie noordelijke regio's/provincies.
- Prestigieus nieuwbouwproject "De Blauwe Stad" ten noorden van Winschoten.
- Gaswinning rondom Slochteren.

## Risico's

### Terrein
- BRZO (Besluit Risico's Zware Ongevallen 2015) risicolocaties: ten oosten van Delfzijl; op het industrieterrein Eemshaven (gemeente Het Hogeland); rondom de stad Groningen; bij Hoogezand-Sappemeer; en bij Ter Apel in de gemeente Westerwolde.
- Daling van land rondom Slochteren; dit is deels door ontwatering en deels door gasboringen. Er zijn ook lichte aardbevingen geregistreerd.
- Bij dijkdoorbraken overstroomt een deel van de regio. Het overstromingsmodel is opgesteld door de Waterschappen.
- De discussie over mogelijke gasboringen in de Waddenzee door de NAM duurt voort.

### Infrastructuur
- Vervoer van gevaarlijke stoffen over de snelwegen A7 (Marum-Groningen-Bad Nieuweschans van en naar Duitsland) en A28 (Groningen van en naar Drenthe). Daarnaast vervoer van gevaarlijke stoffen over de wegen van en naar Industriegebied Eemsmond en Industriegebied Delfzijl.
- Vervoer van gevaarlijke stoffen over de spoorwegen. Station Groningen is een belangrijk knooppunt voor vervoer per spoor.
- Direct noordoost van de regio ligt de Duitse industriestad Emden, aan de Eemshaven. De Eemsmond is een drukke vaarroute van gevaarlijke ladingen, van en naar Emden (Duitsland).
- Vervoer van gevaarlijke stoffen per schip over de Eemsmond naar Delfzijl en Emden (zie blauwe vaargeul op kaart) en op de kanalen van en naar Duitsland (via Winschoten) en naar Delfzijl (via Appingedam).
- Energietransport: 160MVA productie-eenheid op de Eemsmond, en een 530MVA schakelstation bij Meeden (kruispunt van hoogspanningsleidingen tussen Veendam en Winschoten).
- Veel ondergrondse buisleidingen voor vervoer van met name gas, vooral in de driehoek Appingedam - Hoogezand - Stadskanaal.

### Sociaal-fysiek
- Wadlopen van De Marne naar Schiermonnikoog en Boschplaat, en van Eemsmond naar Rottumeroog.
- Er zijn geen grote attractieparken in deze regio.

## Instanties
- Brandweer. De regio telt 39 brandweerkazernes.
- GHOR
- Gemeenten: 10, te weten Westerkwartier, Het Hogeland, Eemsdelta, Groningen, Midden-Groningen, Oldambt, Veendam, Pekela, Westerwolde, Stadskanaal
  - Voorzitter van de Veiligheidsregio: Koen Schuiling, burgemeester van Groningen.
- Provincie: Groningen
- GGD: de veiligheidsregio valt qua verzorgingsgebied samen met de grenzen van GGD Groningen.
- Ambulancezorg: De ambulance in de veiligheidsregio wordt verzorgd door de AmbulanceZorg Groningen.
- Politie: veiligheidsregio's zijn qua grondgebied congruent met de politieregio's. Politieregio Groningen heeft een korpsgrootte van ongeveer 1800 medewerkers.
- Justitie: Rechtbank in Groningen; de regio valt binnen het Ressort (Gerechtshof) Leeuwarden.
- Waterschappen: Binnen het verzorgingsgebied van deze veiligheidsregio vallen (delen van) de waterschappen Noorderzijlvest, Hunze en Aa's, en Wetterskip Fryslân.
- Drinkwaterbedrijven: Deze veiligheidsregio valt samen met het gebied van Waterbedrijf Groningen.
- Rijkswaterstaat: Deze Veiligheidsregio valt binnen de regionale Rijkswaterstaat dienst Noord-Nederland.
- Ziekenhuizen: Ziekenhuizen met klinische faciliteiten in Groningen, Scheemda, en Stadskanaal.
- Defensie: de regio valt binnen het RMC verzorgingsgebied Noord, dat zetelt in Havelte.
- Energiesector: Het energienet voor elektriciteit wordt in deze regio beheerd door Enexis.

De samenwerking van de instanties binnen de veiligheidsregio wordt ondersteund door het Veiligheidsbureau Groningen.

## Regio-ontwikkeling
Alle brandweerkorpsen in de provincie Groningen en hun medewerkers zijn samengegaan in één regionaal korps en maken sinds 1 januari 2014 deel uit van de organisatie Veiligheidsregio Groningen.